# INSL4
INSL4‏ (Insulin like 4) هوَ بروتين يُشَفر بواسطة جين INSL4 في الإنسان.